# Partecipanti alla Vuelta a España 2011
Elenco dei partecipanti alla Vuelta a España 2011.
Alla competizione presero parte 22 squadre; ognuna di esse era composta da 9 corridori, per un totale di 198 ciclisti. Conclusero la corsa sul traguardo di Madrid 167 corridori.

## Corridori per squadra
| Liquigas-Cannondale    | Liquigas-Cannondale    | Liquigas-Cannondale    | Katusha Team           | Katusha Team           | Katusha Team           | Saxo Bank-Sungard   | Saxo Bank-Sungard    | Saxo Bank-Sungard   |
| ---------------------- | ---------------------- | ---------------------- | ---------------------- | ---------------------- | ---------------------- | ------------------- | -------------------- | ------------------- |
| 1                      | Vincenzo Nibali        | 7º                     | 81                     | Joaquim Rodríguez      | 19º                    | 161                 | Chris Anker Sørensen | 12º                 |
| 2                      | Eros Capecchi          | 21º                    | 82                     | Joan Horrach           | 67º                    | 162                 | Mads Christensen     | 160º                |
| 3                      | Damiano Caruso         | 74º                    | 83                     | Aljaksandr Kučynski    | 143º                   | 163                 | Volodymyr Hustov     | 81º                 |
| 4                      | Mauro Da Dalto         | 147º                   | 84                     | Alberto Losada         | 46º                    | 164                 | Juan José Haedo      | 157º                |
| 5                      | Alan Marangoni         | 138º                   | 85                     | Daniel Moreno          | 9º                     | 165                 | Jonas Aaen Jørgensen | 139º                |
| 6                      | Dominik Nerz           | 38º                    | 86                     | Luca Paolini           | 135º                   | 166                 | Rafał Majka          | NP 17ª              |
| 7                      | Peter Sagan            | 121º                   | 87                     | Vladimir Karpec        | 42º                    | 167                 | Jarosław Marycz      | 149º                |
| 8                      | Valerio Agnoli         | 105º                   | 88                     | Jurij Trofimov         | 124º                   | 168                 | Nick Nuyens          | 161º                |
| 9                      | Francesco Bellotti     | 109º                   | 89                     | Ėduard Vorganov        | 43º                    | 169                 | Nicki Sørensen       | 120º                |
| AG2R La Mondiale       | AG2R La Mondiale       | AG2R La Mondiale       | Lampre-ISD             | Lampre-ISD             | Lampre-ISD             | Skil-Shimano        | Skil-Shimano         | Skil-Shimano        |
| 11                     | Nicolas Roche          | 16º                    | 91                     | Michele Scarponi       | R 14ª                  | 171                 | Alexandre Geniez     | 159º                |
| 12                     | Guillaume Bonnafond    | 26º                    | 92                     | Marco Marzano          | 61º                    | 172                 | Yukihiro Doi         | 150º                |
| 13                     | Dimitri Champion       | 95º                    | 93                     | Manuele Mori           | 107º                   | 173                 | Johannes Fröhlinger  | 49º                 |
| 14                     | Cyril Dessel           | 60º                    | 94                     | Przemysław Niemiec     | 54º                    | 174                 | Simon Geschke        | 115º                |
| 15                     | Steve Houanard         | 133º                   | 95                     | Aitor Pérez            | 106º                   | 175                 | Marcel Kittel        | NP 13ª              |
| 16                     | David Lelay            | 51º                    | 96                     | Alessandro Petacchi    | 100º                   | 176                 | Albert Timmer        | 164º                |
| 17                     | Lloyd Mondory          | 84º                    | 97                     | Daniele Righi          | 141º                   | 177                 | Tom Veelers          | 167º                |
| 18                     | Matteo Montaguti       | 76º                    | 98                     | Alessandro Spezialetti | R 16ª                  | 178                 | Roy Curvers          | 156º                |
| 19                     | Mathieu Perget         | 24º                    | 99                     | Francesco Gavazzi      | 58º                    | 179                 | Koen de Kort         | 68º                 |
| Andalucía-Caja Granada | Andalucía-Caja Granada | Andalucía-Caja Granada | Team Leopard-Trek      | Team Leopard-Trek      | Team Leopard-Trek      | Sky Procycling      | Sky Procycling       | Sky Procycling      |
| 21                     | David Bernabéu         | 90º                    | 101                    | Daniele Bennati        | 112º                   | 181                 | Kurt-Asle Arvesen    | R 6ª                |
| 22                     | José Alberto Benítez   | 130º                   | 102                    | Fabian Cancellara      | NP 17ª                 | 182                 | Dario David Cioni    | 145º                |
| 23                     | Antonio Cabello        | 165º                   | 103                    | Jakob Fuglsang         | 11º                    | 183                 | Chris Froome         | 2º                  |
| 24                     | Juan José Lobato       | R 11ª                  | 104                    | Maxime Monfort         | 6º                     | 184                 | Thomas Löfkvist      | 52º                 |
| 25                     | Adrián Palomares       | 114º                   | 105                    | Stuart O'Grady         | 93º                    | 185                 | Morris Possoni       | 80º                 |
| 26                     | José Luis Roldán       | 98º                    | 106                    | Davide Viganò          | 142º                   | 186                 | Ian Stannard         | 128º                |
| 27                     | Antonio Piedra         | 72º                    | 107                    | Robert Wagner          | 162º                   | 187                 | Chris Sutton         | 163º                |
| 28                     | Jesús Rosendo          | 99º                    | 108                    | Oliver Zaugg           | NP 18ª                 | 188                 | Bradley Wiggins      | 3º                  |
| 29                     | José Vicente Toribio   | 134º                   | 109                    | Thomas Rohregger       | 28º                    | 189                 | Xabier Zandio        | 69º                 |
| BMC Racing Team        | BMC Racing Team        | BMC Racing Team        | Movistar Team          | Movistar Team          | Movistar Team          | Team Garmin-Cervélo | Team Garmin-Cervélo  | Team Garmin-Cervélo |
| 31                     | Mathias Frank          | 94º                    | 111                    | Imanol Erviti          | 126º                   | 191                 | Tyler Farrar         | R 8ª                |
| 32                     | Martin Kohler          | 111º                   | 112                    | José Vicente García    | R 5ª                   | 192                 | Murilo Fischer       | NP 9ª               |
| 33                     | Taylor Phinney         | R 13ª                  | 113                    | Beñat Intxausti        | 86º                    | 193                 | Heinrich Haussler    | 103º                |
| 34                     | Manuel Quinziato       | 131º                   | 114                    | Ignatas Konovalovas    | R 17ª                  | 194                 | Andreas Klier        | 158º                |
| 35                     | Mauro Santambrogio     | 88º                    | 115                    | Pablo Lastras          | 44º                    | 195                 | Christophe Le Mével  | 40º                 |
| 36                     | Ivan Santaromita       | 117º                   | 116                    | David López García     | R 17ª                  | 196                 | Daniel Martin        | 13º                 |
| 37                     | Johann Tschopp         | R 6ª                   | 117                    | Sergio Pardilla        | R 17ª                  | 197                 | Andrew Talansky      | 79º                 |
| 38                     | Greg Van Avermaet      | 83º                    | 118                    | Marzio Bruseghin       | 14º                    | 198                 | Johan Vansummeren    | 70º                 |
| 39                     | Karsten Kroon          | R 14ª                  | 119                    | Ángel Madrazo          | R 18ª                  | 199                 | Sep Vanmarcke        | 140º                |
| Cofidis                | Cofidis                | Cofidis                | Omega Pharma-Lotto     | Omega Pharma-Lotto     | Omega Pharma-Lotto     | Team RadioShack     | Team RadioShack      | Team RadioShack     |
| 41                     | Yoann Bagot            | 116º                   | 121                    | Jan Bakelants          | 31º                    | 201                 | Janez Brajkovič      | 22º                 |
| 42                     | Nicolas Edet           | R 8ª                   | 122                    | Francis De Greef       | 29º                    | 202                 | Matthew Busche       | 113º                |
| 43                     | Luis Ángel Maté        | 63º                    | 123                    | Gert Dockx             | 92º                    | 203                 | Markel Irizar        | 96º                 |
| 44                     | David Moncoutié        | 37º                    | 124                    | Adam Hansen            | 129º                   | 204                 | Andreas Klöden       | R 13ª               |
| 45                     | Aleksejs Saramotins    | 166º                   | 125                    | Vicente Reynés         | 87º                    | 205                 | Geoffroy Lequatre    | 110º                |
| 46                     | Nico Sijmens           | 73º                    | 126                    | Jurgen Van De Walle    | 127º                   | 206                 | Tiago Machado        | 32º                 |
| 47                     | Rein Taaramäe          | R 17ª                  | 127                    | Jurgen Van Den Broeck  | 8º                     | 207                 | Nélson Oliveira      | 118º                |
| 48                     | Nicolas Vogondy        | R 6ª                   | 128                    | Olivier Kaisen         | 62º                    | 208                 | Sérgio Paulinho      | 85º                 |
| 49                     | Julien Fouchard        | 137º                   | 129                    | Sebastian Lang         | 77º                    | 209                 | Haimar Zubeldia      | 25º                 |
| Euskaltel-Euskadi      | Euskaltel-Euskadi      | Euskaltel-Euskadi      | Pro Team Astana        | Pro Team Astana        | Pro Team Astana        | Vacansoleil-DCM     | Vacansoleil-DCM      | Vacansoleil-DCM     |
| 51                     | Igor Antón             | 33º                    | 131                    | Fredrik Kessiakoff     | 34º                    | 211                 | Matteo Carrara       | 146º                |
| 52                     | Iñaki Isasi            | 71º                    | 132                    | Enrico Gasparotto      | 78º                    | 212                 | Stijn Devolder       | 154º                |
| 53                     | Egoi Martínez          | 55º                    | 133                    | Tanel Kangert          | 64º                    | 213                 | Michał Gołaś         | NP 8ª               |
| 54                     | Mikel Nieve            | 10º                    | 134                    | Andrej Kašečkin        | 89º                    | 214                 | Martijn Keizer       | 153º                |
| 55                     | Juan José Oroz         | 50º                    | 135                    | Robert Kišerlovski     | 18º                    | 215                 | Sergey Lagutin       | 15º                 |
| 56                     | Amets Txurruka         | 30º                    | 136                    | Andrej Mizurov         | 59º                    | 216                 | Pim Lightart         | 108º                |
| 57                     | Gorka Verdugo          | 36º                    | 137                    | Evgenij Petrov         | 65º                    | 217                 | Wout Poels           | 17º                 |
| 58                     | Jorge Azanza           | 97º                    | 138                    | Aleksandr D'jačenko    | 102º                   | 218                 | Santo Anzà           | 48º                 |
| 59                     | Pierre Cazaux          | 148º                   | 139                    | Josep Jufré            | 57º                    | 219                 | Ruslan Pidhornyj     | 101º                |
| Geox-TMC               | Geox-TMC               | Geox-TMC               | Quickstep Cycling Team | Quickstep Cycling Team | Quickstep Cycling Team |                     |                      |                     |
| 61                     | Juan José Cobo         | 1º                     | 141                    | Tom Boonen             | NP 16ª                 |                     |                      |                     |
| 62                     | David Blanco           | 47º                    | 142                    | Dario Cataldo          | 132º                   |                     |                      |                     |
| 63                     | David de la Fuente     | 35º                    | 143                    | Sylvain Chavanel       | 27º                    |                     |                      |                     |
| 64                     | Fabio Duarte           | 39º                    | 144                    | Marc de Maar           | 82º                    |                     |                      |                     |
| 65                     | Denis Men'šov          | 5º                     | 145                    | Kevin De Weert         | 91º                    |                     |                      |                     |
| 66                     | Carlos Sastre          | 20º                    | 146                    | Nikolas Maes           | 151º                   |                     |                      |                     |
| 67                     | Mauricio Ardila        | R 5ª                   | 147                    | Davide Malacarne       | 56º                    |                     |                      |                     |
| 68                     | Matthias Brändle       | 155º                   | 148                    | Kevin Seeldraeyers     | 23º                    |                     |                      |                     |
| 69                     | Dmitrij Kozončuk       | 122º                   | 149                    | Kristof Vandewalle     | 104º                   |                     |                      |                     |
| HTC-Highroad           | HTC-Highroad           | HTC-Highroad           | Rabobank Cycling Team  | Rabobank Cycling Team  | Rabobank Cycling Team  |                     |                      |                     |
| 71                     | Michael Albasini       | 123º                   | 151                    | Carlos Barredo         | 45º                    |                     |                      |                     |
| 72                     | Mark Cavendish         | R 4ª                   | 152                    | Matti Breschel         | R 6ª                   |                     |                      |                     |
| 73                     | John Degenkolb         | 144º                   | 153                    | Óscar Freire           | R 8ª                   |                     |                      |                     |
| 74                     | Matthew Goss           | R 2ª                   | 154                    | Juan Manuel Gárate     | 66º                    |                     |                      |                     |
| 75                     | Bert Grabsch           | 136º                   | 155                    | Steven Kruijswijk      | 41º                    |                     |                      |                     |
| 76                     | Leigh Howard           | 152º                   | 156                    | Paul Martens           | 119º                   |                     |                      |                     |
| 77                     | Tony Martin            | NP 19ª                 | 157                    | Bauke Mollema          | 4º                     |                     |                      |                     |
| 78                     | Kanstancin Siŭcoŭ      | R 11ª                  | 158                    | Luis León Sánchez      | 53º                    |                     |                      |                     |
| 79                     | Martin Velits          | 125º                   | 159                    | Tom-Jelte Slagter      | 75º                    |                     |                      |                     |

## Corridori per nazionalità
| Numero ciclisti | Nazione                                                                                            |
| --------------- | -------------------------------------------------------------------------------------------------- |
| 43              | Spagna                                                                                             |
| 29              | Italia                                                                                             |
| 18              | Belgio                                                                                             |
| 17              | Francia                                                                                            |
| 12              | Germania                                                                                           |
| 11              | Paesi Bassi                                                                                        |
| 6               | Australia, Danimarca, Russia, Svizzera                                                             |
| 4               | Regno Unito, Polonia, Stati Uniti                                                                  |
| 3               | Kazakistan, Portogallo                                                                             |
| 2               | Colombia, Estonia, Irlanda, Ucraina, Austria, Slovacchia, Bielorussia, Svezia                      |
| 1               | Argentina, Brasile, Curaçao, Giappone, Croazia, Lettonia, Lituania, Norvegia, Uzbekistan, Slovenia |